# Kukułka Ruthego
Kukułka Ruthego (Dactylorhiza ruthei) – gatunek byliny z rodziny storczykowatych (Orchidaceae). Inne nazwy zwyczajowe w języku polskim: stoplamek Ruthego, storczyk Ruthego. W świetle nowszych ujęć taksonomicznych jest synonimem heterotypowym podgatunku typowego kukułki Traunsteinera Dactylorhiza traunsteineri subsp. traunsteineri.

## Zagrożenia i ochrona
Roślina objęta w Polsce ścisłą ochroną gatunkową. Umieszczona w Polskiej Czerwonej Księdze Roślin oraz na polskiej czerwonej liście w grupie gatunków zagrożonych wyginięciem (kategoria zagrożenia EN).